# جيليان ويلر
جيليان ويلر (بالإنجليزية: Jillian Wheeler)‏ هي مغنية مؤلفة وملحنة ومغنية وممثلة أمريكية، ولدت في 25 مايو 1991.

## وصلات خارجية
- الموقع الرسمي
- جيليان ويلر على موقع IMDb (الإنجليزية)
- جيليان ويلر على موقع ميوزك برينز (الإنجليزية)
- جيليان ويلر على موقع قاعدة بيانات الفيلم (الإنجليزية)